# Cravant (Yonne)
Cravant [kʁavɑ̃] ist eine Commune déléguée in der französischen Gemeinde Deux Rivières mit 820 Einwohnern (Stand 1. Januar 2022) in der Region Bourgogne-Franche-Comté im Département Yonne.
Am 1. Januar 2017 wurde die Gemeinde mit Accolay zur Commune nouvelle Deux Rivières zusammengeschlossen. Die Gemeinde Cravant war dem Kanton Vermenton und dem Arrondissement Auxerre zugeteilt.

## Geographie
Der Ort liegt 18 Kilometer südlich von Auxerre an der Route nationale 6. In Cravant mündet die Cure in die Yonne. Durch das ehemalige Gemeindegebiet führt der Canal du Nivernais.
Auffällig sind die zahlreichen Kalksteinbrüche am Dorfrand, die unter dem Namen Carrières de la Palotte bekannt sind. Es handelt sich um einen unterirdischen Komplex von fast 35 Hektar Ausdehnung, der drei Höhlengänge und ebenso viele Hauptgalerien von fast 20 Meter Höhe umfasst.

## Geschichte

### Name
Cravan(t) ist eine keltische Wortkombination. Als ursprüngliches Cor-Ban wurde der Name zur gallo-römischen Zeit latinisiert, wobei es zur üblichen Lautverschiebung von b nach v kam. Cor bedeutet „Zusammenfluss“, Ban bedeutet  „Burg“. Cor-Ban ist somit jene Siedlung, wo die Cure in die Yonne mündet. Folgende Toponyme sind bekannt: Crevennum oder Crevannum im 9. Jahrhundert, Crevan vom 17. bis zum 18. Jahrhundert und schließlich Cravant.

### Chronik
Ein königliches Schreiben aus dem Jahre 1384 bezeichnet Crevan(t) als „den ersten Hafen an der Yonne, wo die Weine aus Beaune und dem Burgund für den Pariser Markt eingeschifft werden.“ Im selben Jahr gab König Karl VI. die Erlaubnis zur Befestigung der Stadt, um den Handel zu schützen. Die äußere Fortifikation bestand ursprünglich aus einer Stadtmauer (nur deren Reste sind heute noch klar erkennbar) und drei Stadttoren sowie der Burg mit einem Donjon. Das untere Stadttor wurde Porte d’Orléans genannt, das obere Porte de la Poterne und das seitliche – nach einem ehemaligen Weiler – Porte d’Arbaud (auch Porte d’Arbault geschrieben).

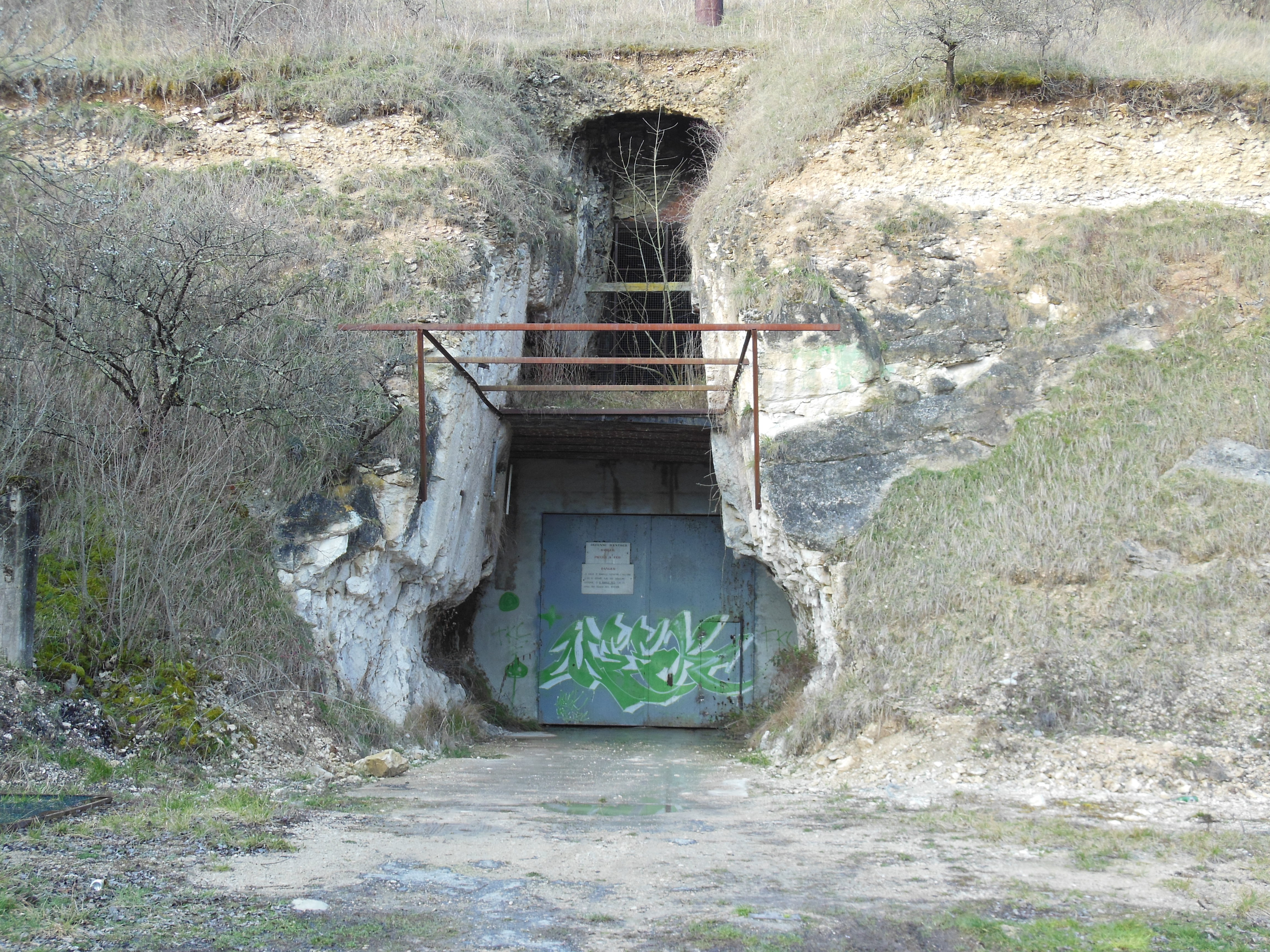
Einer der Eingänge zum ehemaligen Flugzeugwerk

Im Zuge des Hundertjährigen Krieges wurden am 31. Juli 1423 die von Bourges anrückenden alliierten Truppen des französischen Königs Karl VII. und des schottischen Königs Jakob I. in der Schlacht von Cravant von den aus Auxerre kommenden und mit dem Herzogtum Burgund verbündeten Engländern vernichtend geschlagen. Zusammen mit der französischen Niederlage in der Schlacht von Verneuil ein Jahr später hatte dies zum Ergebnis, dass der noch jugendliche Karl VII. mit seinem Heer hinter die Loire zurückgetrieben und als „der kleine König von Bourges“ verspottet wurde.
Über fast 800 Jahre und bis 1935 wurde in den Steinbrüchen von Palotte Kalkstein für den Bau gewonnen. Zu Anfang des Zweiten Weltkriegs wurde hier ein unterirdisches Flugzeugwerk eingerichtet, das zunächst den französischen Bomber LeO 45 montierte. Nach dem Sieg der deutschen Wehrmacht über Frankreich nutzten die Besatzer die Fabrik als Wartungsstätte für ihre Jagdflugzeuge vom Typ Focke-Wulf Fw 190.
Von 1941 bis 1944 betrieb die deutsche Besatzungsmacht in einem anderen Teilbereich der Steinbrüche ein Konzentrationslager für jüdischstämmige Häftlinge aus Deutschland, die dort Kalkstein fördern mussten. Zwei von ihnen, denen die Flucht gelang, stifteten später in der kleinen Vorortkirche Notre Dame d’Arbaud eine Votivtafel. Wegen der Landung der Alliierten in der Normandie und deren Vormarsch wurde das Konzentrationslager im August 1944 evakuiert, und die Wehrmacht zog ab. Trotzdem konnten noch weitere 70 Exemplare der Focke-Wulf unter der Bezeichnung NC-900 montiert und an die Escadrille française Normandie-Niémen abgegeben werden.
Nach Kriegsende wurden die Fabrikräume am 18. Februar 1946 endgültig geschlossen.

## Bevölkerungsentwicklung
Die Gemeinde zählte 1866 noch mehr als 1300 Einwohner. Die Zahl ging während des Ersten Weltkriegs auf rund 800 zurück und stagnierte seitdem.
| Jahr      | 1936 | 1946 | 1954 | 1962 | 1968 | 1975 | 1982 | 1990 | 1999 | 2008 |
| --------- | ---- | ---- | ---- | ---- | ---- | ---- | ---- | ---- | ---- | ---- |
| Einwohner | 726  | 776  | 750  | 747  | 755  | 748  | 756  | 794  | 824  | 808  |

## Sehenswürdigkeiten

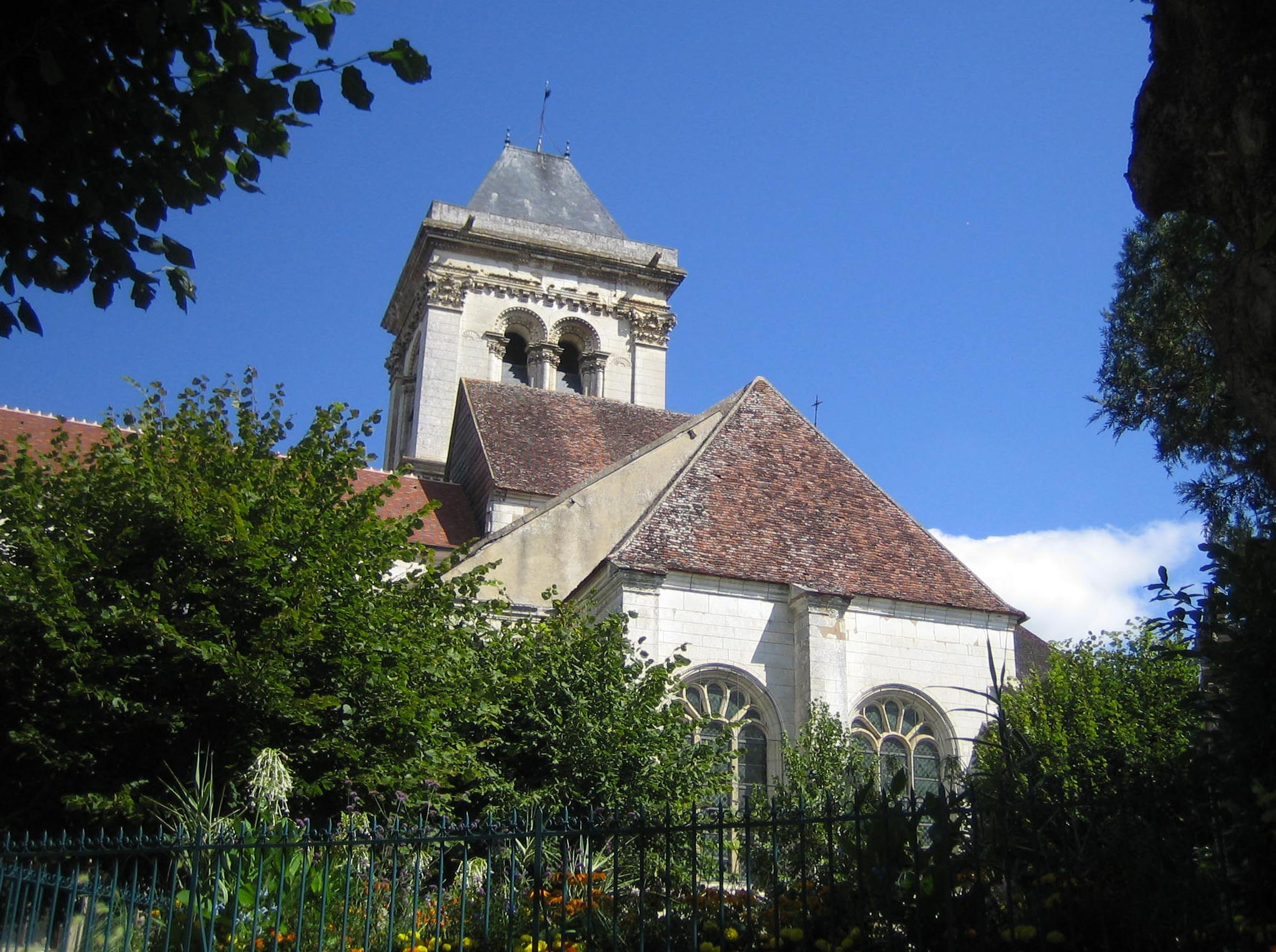
Kirche Saint-Pierre-Saint-Paul
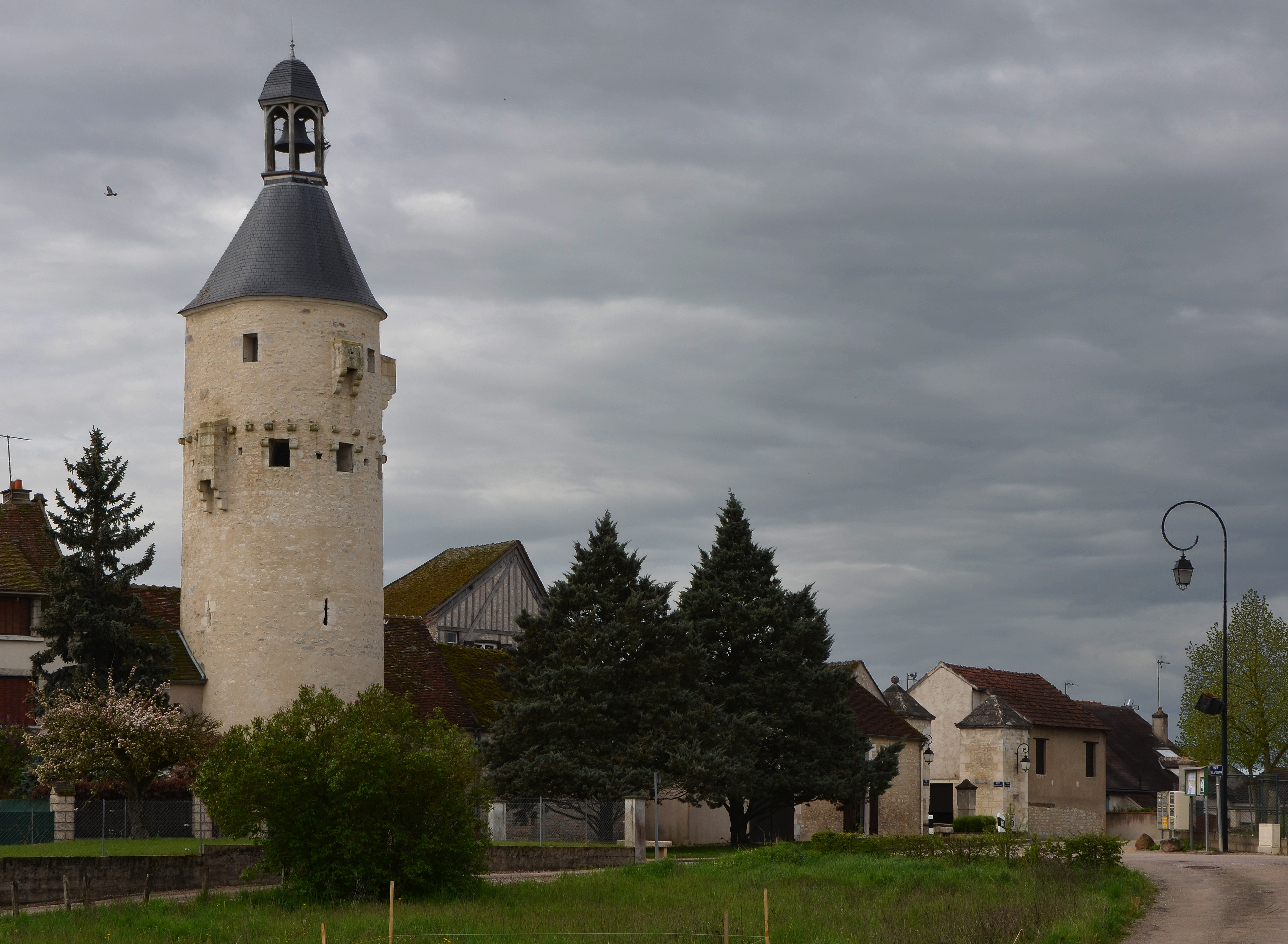
Uhrturm
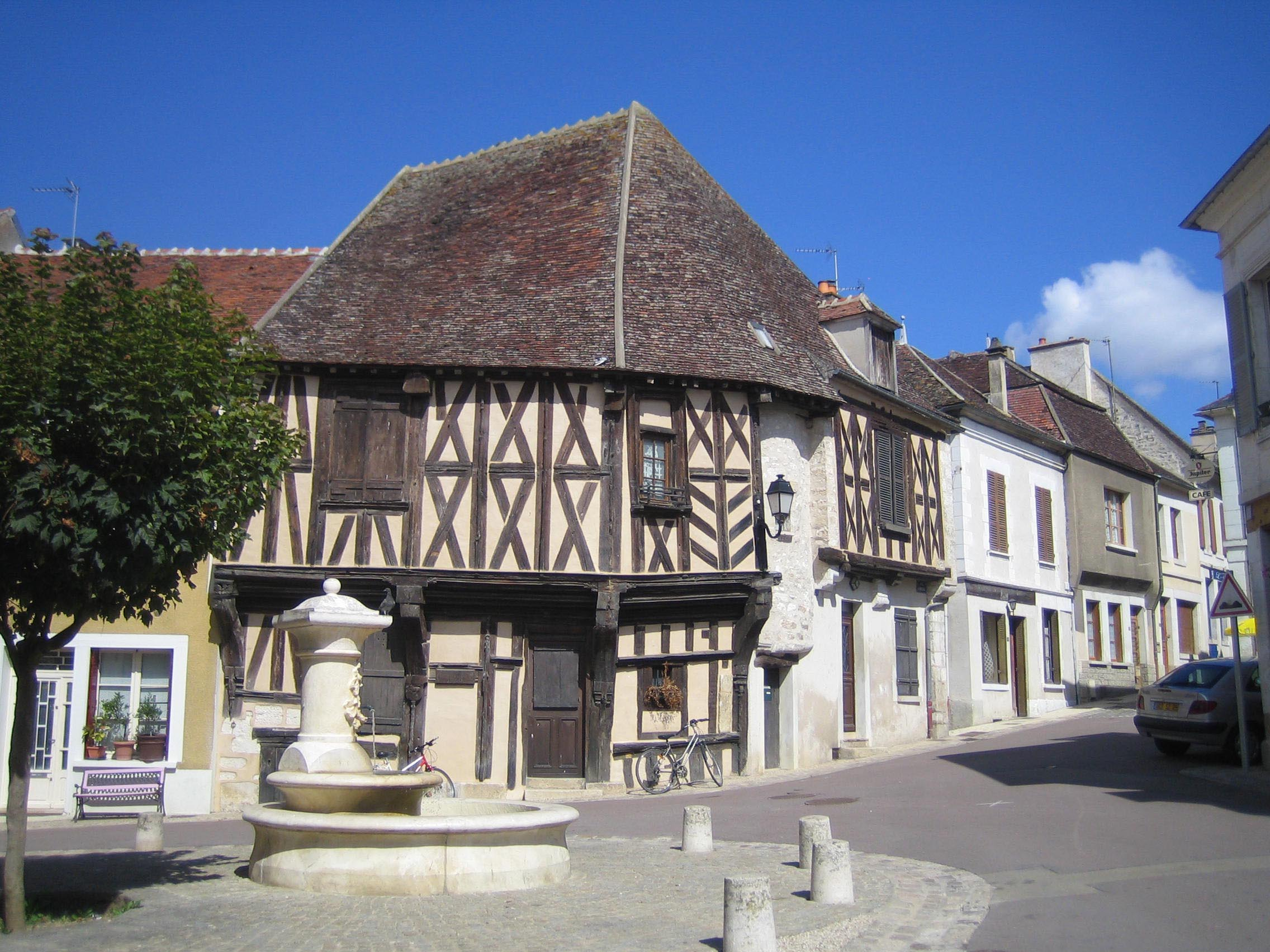
Rue Saint-Martin mit Fachwerkhaus und Brunnen
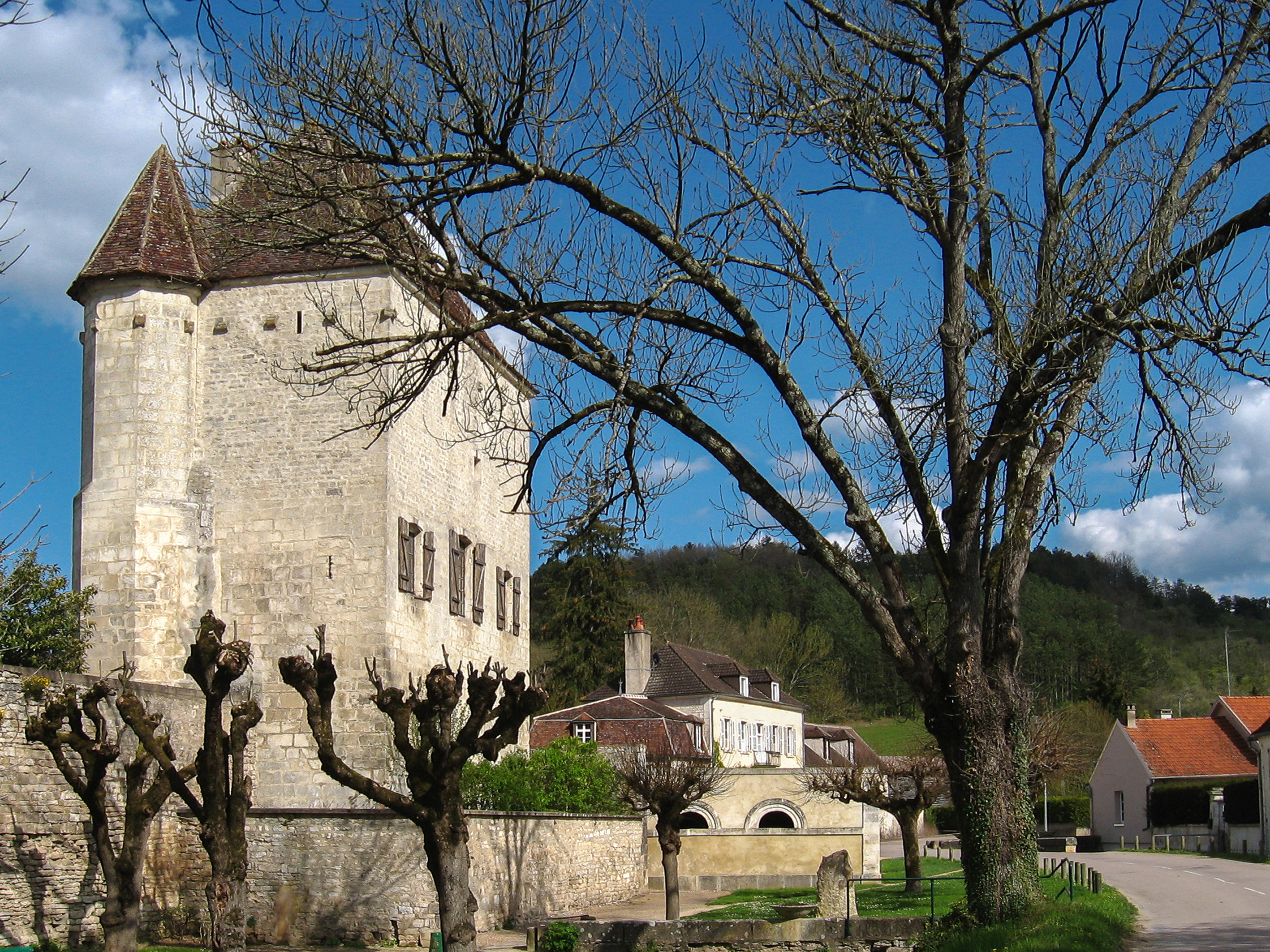
Wehr- und Wohnturm der Burg

- Die Kirche Saint-Pierre-Saint-Paul geht auf das 14. Jahrhundert zurück, wurde später aber mehrmals verändert. Der Chor, der dreistöckige Glockenturm und die Kassettendecke stammen aus der Renaissance. Das Bauwerk steht seit 1906 unter Denkmalschutz.
- Der Uhrturm Tour de l’Horloge (auch Beffroi de Cravant oder Tour du Guet genannt), ursprünglich aus dem Jahre 1387 und seit 1926 unter Denkmalschutz, steht im oberen Teil des Ortes.
- Das älteste von mehreren Fachwerkhäusern stammt aus dem 16. Jahrhundert.
- Die Burg besitzt einen eindrucksvollen Wehr- und Wohnturm.
- Reste des alten Belagerungsrings sind erhalten. Der Stadtgraben wurde aufgeschüttet und in einen Spazierweg umgewandelt.
- Am Dorfausgang in Fahrtrichtung Irancy befindet sich oberhalb der Weinberge ein Aussichtspunkt mit Blick über das Tal der Yonne mit den Städten Clamecy und Vézelay sowie über das Tal der Cure mit der Stadt Avallon.

## Weinbau
Cravant hat Anteil an der Côte de Palotte, einem Anbaugebiet, das die leichten und fruchtigen Rot- und Roséweine hervorbringt, die unter der Herkunftsbezeichnung Irancy AOC vermarktet werden. Zudem werden in Cravant die regional stark verbreiteten Burgunderweine Aligoté, Bourgogne Grand Ordinaire, Crémant de Bourgogne und Passetoutgrain angebaut.

## Verkehr

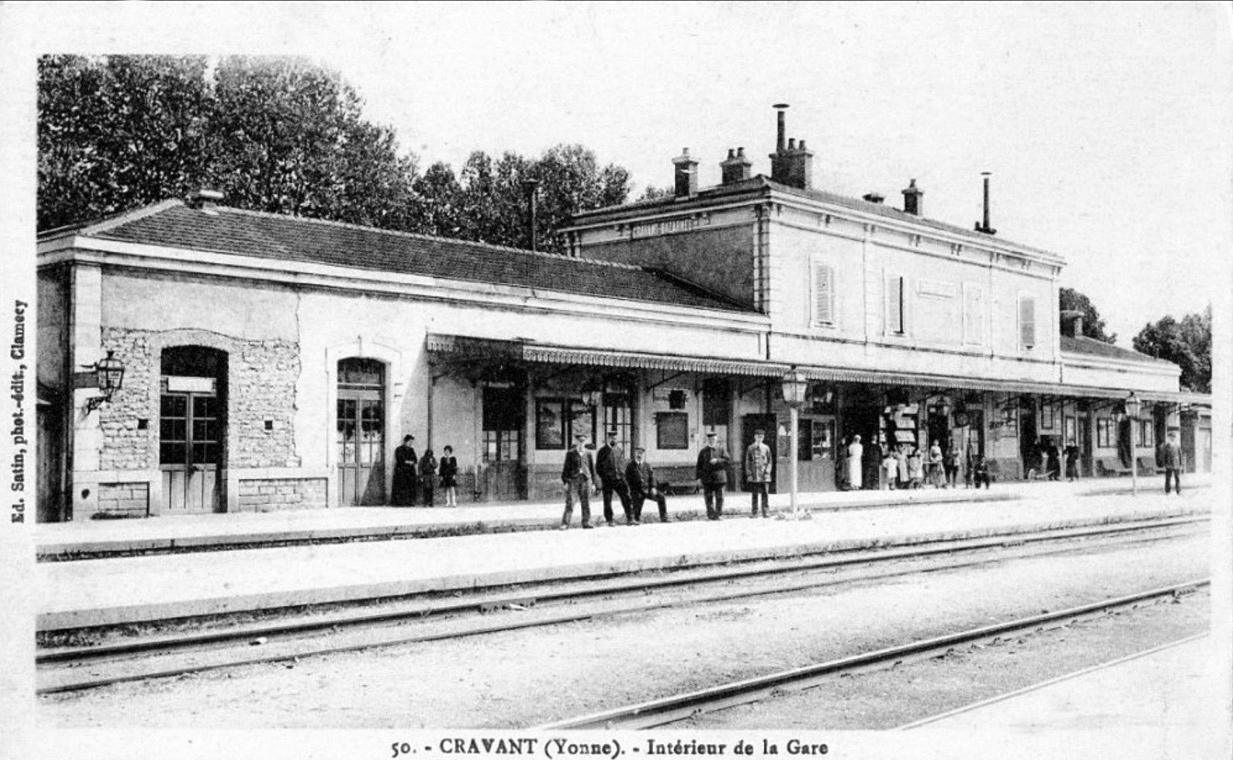
Bahnhof Cravant-Bazarnes um 1900

Auf dem Gebiet der Nachbargemeinde Bazarnes liegt der Bahnhof Cravant-Bazarnes an der Bahnstrecke Laroche-Migennes–Cosne, die in diesem Bereich am 4. Juli 1870 durch die Compagnie des chemins de fer de Paris à Lyon et à la Méditerranée (PLM) eröffnet wurde. Aktuell wird er von Regionalzügen des TER Bourgogne-Franche-Comté bedient.

## Persönlichkeiten
- Léon Breton (1861–1940), Radsportfunktionär und Unternehmer